# Liste der Bodendenkmäler in Nittenau
Auf dieser Seite sind die Bodendenkmäler in der Oberpfälzer Stadt Nittenau zusammengestellt. Diese Tabelle ist eine Teilliste der Liste der Bodendenkmäler in Bayern. Grundlage ist die Bayerische Denkmalliste, die auf Basis des Bayerischen Denkmalschutzgesetzes vom 1. Oktober 1973 erstmals erstellt wurde und seither durch das Bayerische Landesamt für Denkmalpflege geführt wird. Die folgenden Angaben ersetzen nicht die rechtsverbindliche Auskunft der Denkmalschutzbehörde.

## Bodendenkmäler der Gemeinde Nittenau

### Gemarkung Bergham
| Lage               | Objekt                                                                 | Akten-Nr.     | Bild |
| ------------------ | ---------------------------------------------------------------------- | ------------- | ---- |
| Bergham (Standort) | Gräberfeld der Urnenfelderzeit.                                        | D-3-6739-0004 |      |
| Bergham (Standort) | Siedlung der vorgeschichtlichen Metallzeiten, darunter der Latènezeit. | D-3-6739-0037 |      |
| Bergham (Standort) | Vorgeschichtliche Siedlung.                                            | D-3-6739-0076 |      |
| Bergham (Standort) | Mesolithische Freilandstation, vorgeschichtliche Siedlung.             | D-3-6739-0157 |      |
| Bergham (Standort) | Mesolithische Freilandstation.                                         | D-3-6839-0025 |      |

### Gemarkung Bleich
| Lage              | Objekt | Akten-Nr.     | Bild |
| ----------------- | --- | ------------- | ---- |
| Bleich (Standort) | Mesolithische Freilandstation, Siedlungen der Jungsteinzeit, der frühen und mittleren Bronzezeit, der Urnenfelderzeit und der Latènezeit. | D-3-6739-0006 |      |
| Bleich (Standort) | Mesolithische Freilandstation, Siedlungen der Jungsteinzeit (Chamer Kultur), der Frühbronzezeit und der Frühlatènezeit.                   | D-3-6739-0054 |      |

### Gemarkung Bodenstein
| Lage                  | Objekt | Akten-Nr.     | Bild |
| --------------------- | --- | ------------- | ---- |
| Bodenstein (Standort) | Archäologische Befunde und Funde im Bereich der Katholischen Wallfahrtskirche St. Michael in Michelsberg, darunter die Spuren der abgegangenen Burg Michelsberg. | D-3-6839-0002 |      |
| Bodenstein (Standort) | Mesolithische Freilandstation, vorgeschichtliche Siedlung. | D-3-6839-0021 |      |
| Bodenstein (Standort) | Archäologische Befunde und Funde im Bereich des Schlosses in Bodenstein, zuvor mittelalterliche Burg.                                                            | D-3-6839-0049 |      |

### Gemarkung Fischbach
| Lage                 | Objekt | Akten-Nr.     | Bild |
| -------------------- | --- | ------------- | ---- |
| Fischbach (Standort) | Vorgeschichtliche Höhensiedlung mit Wallanlage. | D-3-6738-0005 |      |
| Fischbach (Standort) | Mittelalterlicher Burgstall. | D-3-6739-0010 |      |
| Fischbach (Standort) | Abschnittsbefestigung vor- und frühgeschichtlicher Zeitstellung. | D-3-6739-0011 |      |
| Fischbach (Standort) | Vorgeschichtlicher Bestattungsplatz mit mindestens einem Grabhügel. | D-3-6739-0012 |      |
| Fischbach (Standort) | Archäologische Befunde im Bereich der mittelalterlichen Burgruine Stockenfels. | D-3-6739-0016 |      |
| Fischbach (Standort) | Vorgeschichtliche Grabhügelgruppe. | D-3-6739-0051 |      |
| Fischbach (Standort) | Mesolithische Freilandstation, metallzeitliche Siedlung. | D-3-6739-0059 |      |
| Fischbach (Standort) | Mesolithische Freilandstation, spätlatènezeitliche Siedlung. | D-3-6739-0060 |      |
| Fischbach (Standort) | Archäologische Befunde des Mittelalters und der frühen Neuzeit im Bereich der Katholischen Pfarr- und ehemalige Schlosskirche St. Jacobus in Fischbach, darunter die Spuren von Vorgängerbauten bzw. älterer Bauphasen. | D-3-6739-0080 |      |
| Fischbach (Standort) | Archäologische Befunde und Funde im Bereich des ehemaligen Schlosses in Fischbach, zuvor wohl mittelalterliche Burg. | D-3-6739-0082 |      |
| Fischbach (Standort) | Mittelalterliche und frühneuzeitliche Wüstung Dellerhof. | D-3-6739-0085 |      |
| Fischbach (Standort) | Mittelalterliche und frühneuzeitliche Wüstung Brunnmühl. | D-3-6739-0090 |      |
| Fischbach (Standort) | Vorgeschichtliche Siedlung. | D-3-6739-0110 |      |
| Fischbach (Standort) | Vorgeschichtlicher Bestattungsplatz mit Grabhügeln. | D-3-6739-0162 |      |

### Gemarkung Hof a.Regen
| Lage                   | Objekt | Akten-Nr.     | Bild |
| ---------------------- | --- | ------------- | ---- |
| Hof a.Regen (Standort) | Archäologische Befunde und Funde im Bereich der Burg Hof a. Regen, darunter die untertägigen Bestandteile bzw. Vorgängerbauten der bestehenden Burggebäude und der Burgbefestigung sowie der z. T. als Geländedenkmal erhaltene Burggraben. | D-3-6739-0020 |      |
| Hof a.Regen (Standort) | Mesolithische Freilandstation. | D-3-6739-0038 |      |
| Hof a.Regen (Standort) | Mesolithische Freilandstation, vorgeschichtliche Siedlung. | D-3-6739-0042 |      |
| Hof a.Regen (Standort) | Endpaläolithische und mesolithische Freilandstation, metallzeitliche und latènezeitliche Siedlung. | D-3-6739-0115 |      |
| Hof a.Regen (Standort) | Mittelalterlicher Burgstall Zangenfels. | D-3-6839-0003 |      |

### Gemarkung Kaspeltshub
| Lage                   | Objekt                    | Akten-Nr.     | Bild |
| ---------------------- | ------------------------- | ------------- | ---- |
| Kaspeltshub (Standort) | Frühneuzeitliche Wüstung. | D-3-6739-0161 |      |

### Gemarkung Neuhaus
| Lage               | Objekt                       | Akten-Nr.     | Bild |
| ------------------ | ---------------------------- | ------------- | ---- |
| Neuhaus (Standort) | Mittelalterlicher Burgstall. | D-3-6739-0018 |      |

### Gemarkung Nittenau
| Lage                | Objekt | Akten-Nr.     | Bild |
| ------------------- | --- | ------------- | ---- |
| Nittenau (Standort) | Vorgeschichtliche Siedlung. | D-3-6739-0072 |      |
| Nittenau (Standort) | Archäologische Befunde des Mittelalters und der frühen Neuzeit im historischen Stadtkern von Nittenau. | D-3-6839-0004 |      |
| Nittenau (Standort) | Mesolithische Freilandstation, Siedlung der mittleren Jungsteinzeit. | D-3-6839-0006 |      |
| Nittenau (Standort) | Archäologische Befunde und Funde im Bereich der Katholischen Pfarrkirche Mariä Geburt in Nittenau, darunter die Spuren von Vorgängerbauten bzw. älteren Bauphasen der Kirche und der Kirchenbefestigung sowie der abgegangenen Kapelle St. Andreas und der historische Ortsfriedhof. | D-3-6839-0034 |      |
| Nittenau (Standort) | Archäologische Befunde und Funde im Bereich des ehemaligen Burggutes in Nittenau, zuvor mittelalterlicher Adelssitz. | D-3-6839-0035 |      |
| Nittenau (Standort) | Untertägige Befunde der spätmittelalterlichen Marktbefestigung von Nittenau mit Mauer und vorgelegtem Graben, darunter auch die Spuren der drei abgebrochenen Haupttore und mehrerer Türme.                                                                                          | D-3-6839-0038 |      |

### Gemarkung Stefling
| Lage                | Objekt | Akten-Nr.     | Bild |
| ------------------- | --- | ------------- | ---- |
| Stefling (Standort) | Mittelalterlicher Burgstall.                                                                                   | D-3-6739-0019 |      |
| Stefling (Standort) | Endpaläolithische und mesolithische Freilandstation, neolithische Siedlung.                                    | D-3-6739-0047 |      |
| Stefling (Standort) | Steinzeitliche Siedlung.                                                                                       | D-3-6739-0048 |      |
| Stefling (Standort) | Archäologische Befunde im Bereich des mittelalterlichen Burg und des frühneuzeitlichen Schlosses von Stefling. | D-3-6739-0077 |      |
| Stefling (Standort) | Frühneuzeitliche Wüstung Ödgarten.                                                                             | D-3-6739-0087 |      |
| Stefling (Standort) | Wüstung Haarhof.                                                                                               | D-3-6739-0089 |      |

### Gemarkung Treidling
| Lage                 | Objekt | Akten-Nr.     | Bild |
| -------------------- | --- | ------------- | ---- |
| Treidling (Standort) | Spätpaläolithische Freilandstation. | D-3-6739-0066 |      |
| Treidling (Standort) | Mittelalterliche und frühneuzeitliche Wüstung Einsiedel, archäologische Befunde des Mittelalters und der frühen Neuzeit im Bereich der Katholischen Wallfahrtskapelle St. Maria Magdalena, darunter die Spuren von Vorgängerbauten bzw. älterer Bauphasen. | D-3-6740-0009 |      |
| Treidling (Standort) | Mesolithische Freilandstation, Siedlung der vorgeschichtlichen Metallzeiten, darunter der Latènezeit. | D-3-6839-0007 |      |
| Treidling (Standort) | Mesolithische Freilandstation. | D-3-6839-0008 |      |
| Treidling (Standort) | Mesolithische Freilandstation. | D-3-6839-0009 |      |
| Treidling (Standort) | Endpaläolithische und mesolithische Freilandstation. | D-3-6839-0010 |      |
| Treidling (Standort) | Mesolithische Freilandstation, vorgeschichtliche Siedlung. | D-3-6839-0027 |      |

### Gemarkung Untermainsbach
| Lage                      | Objekt | Akten-Nr.     | Bild |
| ------------------------- | --- | ------------- | ---- |
| Untermainsbach (Standort) | Spätpaläolithische und mesolithische Freilandstation, Siedlungen der Jungsteinzeit, der Frühbronzezeit, der Urnenfelderzeit, der Späthallstatt-/Frühlatènezeit und der Spätlatènezeit. | D-3-6739-0021 |      |
| Untermainsbach (Standort) | Mesolithische Freilandstation, metallzeitliche Siedlung. | D-3-6739-0046 |      |
| Untermainsbach (Standort) | Spätpaläolithische und mesolithische Freilandstation, Siedlungen der Jungsteinzeit, der Bronzezeit, der Spätlatènezeit und des Frühmittelalters.                                       | D-3-6739-0052 |      |
| Untermainsbach (Standort) | Mesolithische Freilandstation, Siedlungen der Jungsteinzeit (Chamer Kultur), der Bronzezeit, der Frühlatènezeit und der Spätlatènezeit.                                                | D-3-6739-0053 |      |
| Untermainsbach (Standort) | Mesolithische Freilandstation, vorgeschichtliche Siedlung. | D-3-6739-0068 |      |
| Untermainsbach (Standort) | Mittelalterliche und frühneuzeitliche Wüstung Euratsberg. | D-3-6839-0041 |      |